# Paweł Jaskanis
Paweł Olaf Jaskanis (ur. 23 lipca 1958 w Warszawie) – polski historyk sztuki, archeolog, muzealnik oraz specjalista w zarządzaniu ochroną zabytków i opieką nad nimi. W latach 2009–2015 przewodniczący Rady do Spraw Muzeów i Miejsc Pamięci Narodowej, od 2002 dyrektor Muzeum Pałacu Króla Jana III w Wilanowie.

## Życiorys
Syn archeologów Danuty i Jana (1932–2016) Jaskanisów (związanych z Muzeum Okręgowym w Białymstoku, a później z Państwowym Muzeum Archeologicznym w Warszawie).
Od 1985 w Oddziale Badań i Konserwacji Zabytków PPKZ, po 1989 specjalista i wicedyrektor w Ministerstwie Kultury, od 1996 Zastępca Generalnego Konserwatora Zabytków ds. merytorycznych, od 1999 Dyrektor Generalny Urzędu Generalnego Konserwatora Zabytków. Po konkursie od lipca 2002 Dyrektor Muzeum Pałacu w Wilanowie.
Członek Rady do Spraw Muzeów (przewodniczący z wyboru przez dwie kadencje) i Rady Ochrony Zabytków przy Ministrze Kultury i Dziedzictwa Narodowego (od 2011), członek prezydium (przez dwie kadencje) Polskiego Komitetu Międzynarodowej Rady Muzeów ICOM, Zastępca Przewodniczącego Rady Ochrony Zabytków przy Prezydencie m. st. Warszawy (2003–2011). Współzałożyciel i prezes pierwszej kadencji Stowarzyszenia Genius Loci. Członek rad: Międzynarodowego Centrum Kultury w Krakowie, Muzeum Historycznego Miasta Krakowa, Muzeum Zamku w Łańcucie, Muzeum Narodowego w Szczecinie (przewodniczący z wyboru), Muzeum Łazienki Królewskie w Warszawie, Muzeum Józefa Piłsudskiego w Sulejówku i Muzeum Okręgowego w Sieradzu (przewodniczący z wyboru). Był też członkiem rady powierniczej Muzeum Narodowego w Warszawie i rady Muzeum Historycznego m. st. Warszawy. Członek Komitetu Programowego i uczestnik I Kongresu Muzealników Polskich (Łódź, kwiecień 2015).
Żonaty z Agnieszką Jaskanis, starszą kustosz, Głównym Inwentaryzatorem Państwowego Muzeum Archeologicznego w Warszawie.

## Odznaczenia
- Odznaka Honorowa „Zasłużony dla Mazowsza”[9]
- Srebrny Medal „Zasłużony Kulturze Gloria Artis” (2014)